# Yavuz Sultan Selim-bron
Yavuz Sultan Selim-bron är den tredje av tre broar över Bosporen i Turkiet som sammanbinder Europa med Asien; den första är 15 juli-martyrernas bro, även kallad Den första Bosporenbron eller bara Bosporenbron, och den andra är Fatih Sultan Mehmet-bron, även kallad Den andra Bosporenbron. Bron ligger norr om Istanbul omedelbart söder om sundets mynning mot Svarta havet. Den började byggas i september 2012 och blev färdig i augusti 2016.
Bron är döpt efter den osmanske sultanen Selim I, med tillnamnet Yavuz, 'den obeveklige'. Han kom till makten genom att förgifta sin far, två av sina bröder och fem brorsöner. Sedan erövrade han Armenien, västra Azerbajdzjan, Irak, Mesopotamien, Syrien, Palestina och Egypten. Han blev beskyddare över de heliga städerna Mecka och Medina och antog titeln kalif.
Bron är en snedkabelbro och har fyra filer åt varje håll med två järnvägsspår i mitten på bron. Den är 59 m bred och spannet mellan de bärande pelarna, pylonerna, är 1 408 m. Totala längden på bron är 1 875 m. Pylonerna är 322 m höga och den segelfria höjden 73 m. I och med detta är det värdens bredaste om man jämför hängbroar där järnvägsspår ingår. I och med järnvägsspåret binder man samman Europa och Asien med fast järnvägsspår när anslutningsjärnvägarna till bron är klara.